# A Peu de Pàgina
A Peu de Pàgina és una llibreria de Sarrià. Fundada el 2008, s'ubica al cor del barri, concretament al número 50 del Carrer Major de Sarrià, fent cantonada amb el carrer Jaume Piquet. A més de vendre-s'hi llibres, s'hi organitzen exposicions pictòriques, clubs de lectura i presentacions de llibres.
El setembre del 2008, en inaugurar-se el projecte, tot i la crisi econòmica global, va tenir una bona rebuda perquè abans els sarrianencs avesats a la lectura havien de traslladar-se a L'Illa Diagonal per a adquirir llibres. El 2018, se'n va celebrar el desè aniversari a la Casa Orlandai amb un acte presentat per Elisenda Roca. El 2020, tot just començada la pandèmia de COVID-19, la llibreria va dur a terme una campanya per la Diada de Sant Jordi sota el lema «No us quedeu sense llibres». La iniciativa consistia en la venda de vals de compra que es podrien efectuar a partir de la reobertura.
La propietària del local és Gemma Barrufet, per herència dels avis, que hi havien residit. L'edifici com a tal va ser construït el 1870 com una casa moderna dotada de llar de foc i més tard va ser reformat integralment. Abans de fer-hi de llibretera, Barrufet exercia d'advocada. Hi treballa conjuntament amb la seva filla, Anna Torrella. Es tracta d'una llibreria independent.
L'espai consta de dos pisos: la planta baixa, petita, i un pis superior al qual s'accedeix per una escala. Al fons del pis superior hi ha un espai reduït on es duen a terme les activitats de la llibreria.
L'escriptor Joan Safont Plumed la defineix així: «Ben a prop de la pastisseria del poeta JV Foix i dels carrers que van triar Gabriel García Márquez i Mario Vargas Llosa quan van instal·lar-se a la capital catalana, aquest espai de literatura s'ha convertit en un imprescindible sarrianenc». Actualment, està situada al capdavant del Bar Tomás, que s'erigeix com un altre establiment emblemàtic del barri.